# Brosse à dents
Pour les articles homonymes, voir Brosse.
La brosse à dents est un ustensile destiné, comme son nom l'indique, à se brosser les dents. Elle se présente généralement sous la forme d'une petite brosse au bout d'un manche. Sa fonction est essentielle pour l'hygiène buccale et son usage quotidien est le moyen le plus commode qui ait été inventé par l'homme pour débarrasser les dents des restes alimentaires qui peuvent y demeurer coincés et éliminer la plaque dentaire. La brosse à dents peut aussi servir à nettoyer, par exemple, des joints, des chaussures, des bijoux…

## Composants
La brosse à dents est composée :
- d'une tête, garnie de touffes formées de brins ;
- d'un manche, permettant la préhension et la manipulation ;
- d'une liaison ou col unissant la tête ou surface garnie au manche.

## Usage principal
Un usage minimum (deux fois par jour : le matin après le petit-déjeuner et le soir avant de se coucher selon la Haute Autorité de santé) ou un usage normal (trois fois par jour après chaque repas selon les dentistes) est un moyen efficace de lutter contre les caries dentaires, les maladies parodontales et contre la mauvaise haleine (halitose).

## Histoire

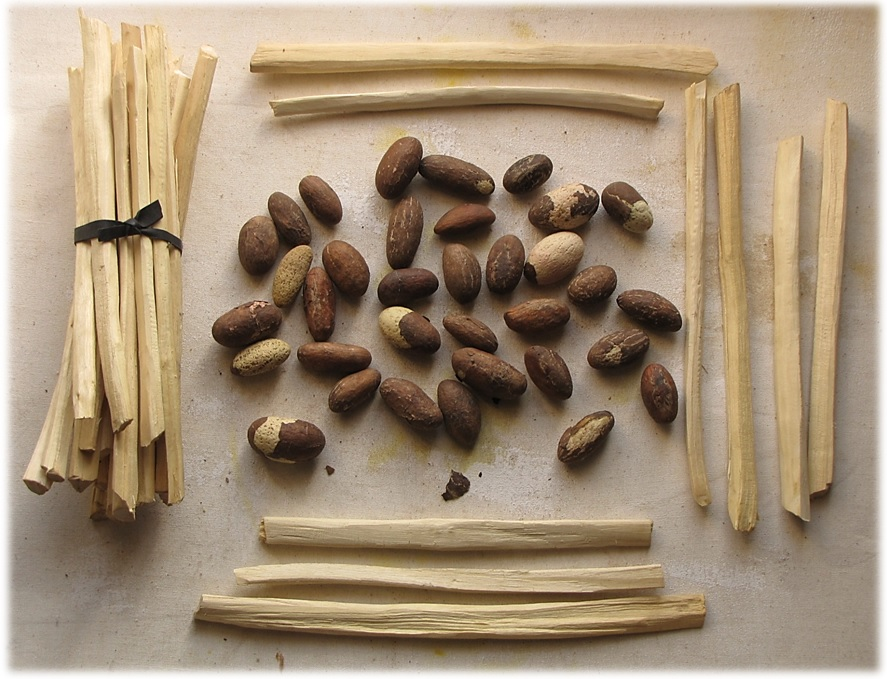
Bâtonnets de Garcinia kola utilisés comme brosses à dents en Afrique subsaharienne.

L'usage de diverses techniques pour nettoyer les dents remonte jusqu'à la plus haute Antiquité. De nombreuses fouilles archéologiques partout dans le monde ont mis en évidence toutes sortes d'ustensiles destinés au nettoyage des dents : cure-dents en bois, en plume, en épine, en poil de porc-épic, bois fibreux (tiges en bois de lentisque à l'extrémité effilochée en fibres souples trouvées dans les tombes égyptiennes datant de 3000 ans av. J.-C., bâtons à mâcher, masticatoires à base de noix de kola), etc. Encore aujourd'hui, on trouve sur les marchés populaires d'Afrique centrale (République démocratique du Congo, Cameroun, Gabon, Angola) des petits bâtonnets d'un bois tendre et très fibreux vendus pour se nettoyer les dents. On trouve également une racine aux propriétés antiseptiques encore utilisée aujourd'hui en Afrique du Nord et en Arabie sous le nom de miswak ou siwak.
Les Égyptiens se nettoient les dents avec une brosse constituée d'une tige en bois de lentisque sans poils, sur laquelle ils appliquent de l'opiat. Soucieux de leur hygiène dentaire, les Romains de la haute société utilisent des cure-dents et des brosses à dents. Les élégantes se font blanchir les dents avec une mixture fabriquée à base de nitrum ou d'urine humaine (grâce aux sels ammoniacaux qu'elle contient), coutume qui vient d'Espagne selon Diodore de Sicile.
Au Moyen Âge, l'usage de la brosse à dents se perd et les gens se contentent de se rincer la bouche avec de l'eau, une soupe de vin ou se frottent les dents avec un linge. La première brosse à dents avec manche et poils en soie naturelle serait apparue en 1498, selon une encyclopédie chinoise de 1609 où elle est figurée par une gravure sur bois. Elle est fabriquée avec des poils de sanglier (poils suffisamment fins et rigides) piqués sur un manche en bois ou en ivoire. La brosse à dents est introduite en France au XVIe siècle : le bâtonnet surmonté de crins de sanglier est présenté à la cour de France par l'ambassadeur d'Espagne en 1570[Comment ?]. Bien que dénigré par le corps médical qui préconise plutôt les onguents et les pommades pour l'hygiène buccale, il devient un objet de luxe réservé aux plus fortunés qui le portent en sautoir autour du cou, son usage ne se démocratisant qu'au XIXe siècle. C'est le britannique William Addis qui a probablement mis en œuvre la première brosse à dents produite en série, en 1780. Son entreprise fabrique des brosses à manche d'os avec des poils en crin de cheval. En France, l'entreprise La Brosse et Dupont, créée en 1846 et installée à Beauvais, devient la plus importante fabrique du pays en 1892. Le poil des brosses est fait de soies de blaireau, de chèvre, de porc ou de crins de cheval, de sanglier.
Le premier brevet pour une brosse à dents a été déposé par H. N. Wadsworth en 1850 aux États-Unis, mais la production en série en Amérique a commencé seulement en 1885. Elle était alors fabriquée en os, et les poils de la brosse étaient des soies de porc de Sibérie. L'inconvénient majeur de la soie de porc est que la brosse séchait mal, que les bactéries y pullulaient et qu'elle se dégarnissait rapidement. Elle n'était pas idéale pour l'hygiène, à moins de la tremper dans de l'eau de Javel pour la désinfecter. Mais la vérité est surtout que jusqu'à la fin de la Seconde Guerre mondiale, l'habitude de se brosser les dents quotidiennement était peu répandue. Cette mesure d'hygiène a pris son essor parce qu'au départ elle avait été rendue obligatoire pour les militaires.
En outre, la brosse à dents n'a pas cessé d'évoluer. Les poils de sanglier ou de blaireau (généralement issus de leur collier fournissant un poil avec de bonnes racines et une extrémité souple) ont finalement laissé leur place dans les années 1930 aux poils de synthèse au diamètre constant, plus hygiéniques, les poils naturels creux étant des nids à bactéries. C'est la société DuPont qui introduit pour la première fois la fibre de Nylon en 1938 et la première brosse à dents en Nylon sera mise sur le marché le 24 février de la même année. La fibre synthétique empêche la prolifération des bactéries, mais la dureté des poils rend son usage douloureux. Pour vaincre les réticences, les poils sont assouplis pour un brossage plus confortable. Cette amélioration sera suivie dans les années cinquante par l'invention du manche en celluloïd.
La première brosse à dents électrique, la Broxodent, a été présentée par Squibb Pharmaceutical au centenaire de l'Association dentaire américaine en 1959. Sa mise sur le marché n'a effectivement commencé qu'en 1960.
La dernière brosserie française encore en activité, Duopole, appartenant à La Brosse et Dupont, alors filiale de LVMH, est rachetée en 2005 par le groupe alsacien Samap de Bertrand Zimmer. Menacée de disparaître car sa production est passée en quelques années de 50 à 17 millions de brosses par an, les enseignes de la grande distribution se tournant vers des fabricants chinois, elle se spécialise depuis 2011 dans le haut de gamme.
Alors que la croissance en valeur du marché de l'hygiène bucco-dentaire stagne en France dans les années 2000, les marques innovent : offres multipacks de Signal en 2004, brosse aux filaments dotés de particules de calcium pour un effet blanchissant ou d'ions argent pour un effet anti-bactérien et lutter contre l'halitose. Les modèles les plus récents intègrent une tête articulée, une brosse pour la langue sur la face opposée aux poils (le gratte-langue), ou encore des poils dont la couleur s'estompe à mesure que la brosse est utilisée, de sorte que l'utilisateur sache qu'il doit en changer lorsque la couleur a totalement disparu.
Depuis les années 2010, des brosses à dents en bambou ont gagné en popularité en raison de leur caractère biodégradable et de leur faible impact environnemental par rapport aux brosses en plastique traditionnelles. Ces modèles sont souvent recommandés dans une démarche de réduction des déchets plastiques.
En janvier 2015, au salon CES de Las Vegas, la "start-up" française Kolibree introduit la première brosse à dents électrique avec connexion sans-fil par Bluetooth. Elle a reçu un prix de l'innovation.

## Fabrication
La fabrication d'une brosse à dents se déroule en trois étapes. Le cycle débute par l'injection de plastique pour la constitution du manche, suivi de « l'empoilage » de l'objet par agrafage de fibres de nylon et s'achève par la réalisation de l'emballage.
Le diamètre du filament et la hauteur de coupe sont les deux paramètres de fabrication qui déterminent le rendu de la brosse à dents, souple, medium ou dur. Alors que la brosse à dents chirurgicale a un diamètre de poils de 7/100 mm, la brosse à dents souple et medium a un diamètre de 20 à 25/100 mm, la brosse à dents dure qui a un diamètre supérieur n'est pas recommandée, car elle agresse l'émail et la gencive.

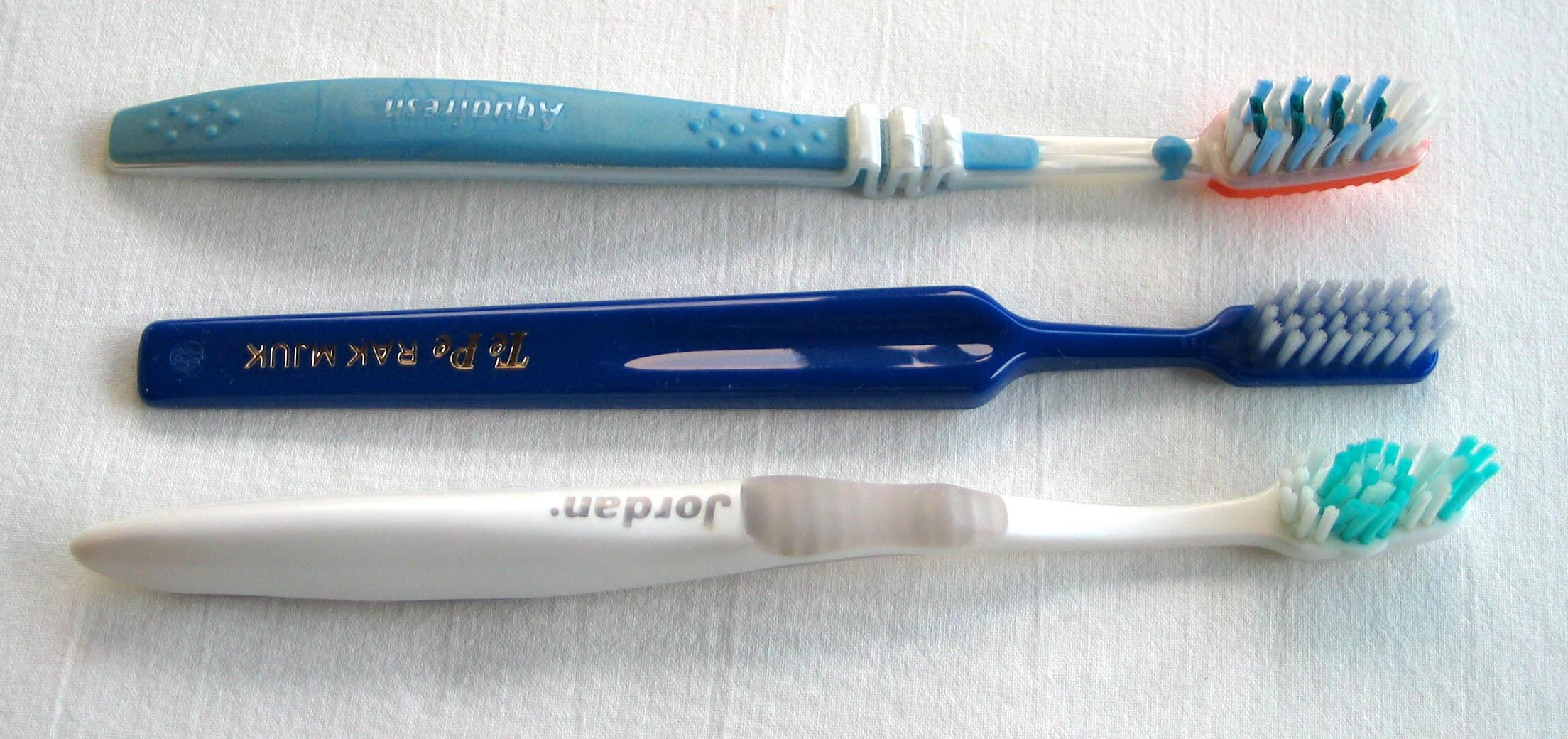
Brosses à dents modernes.
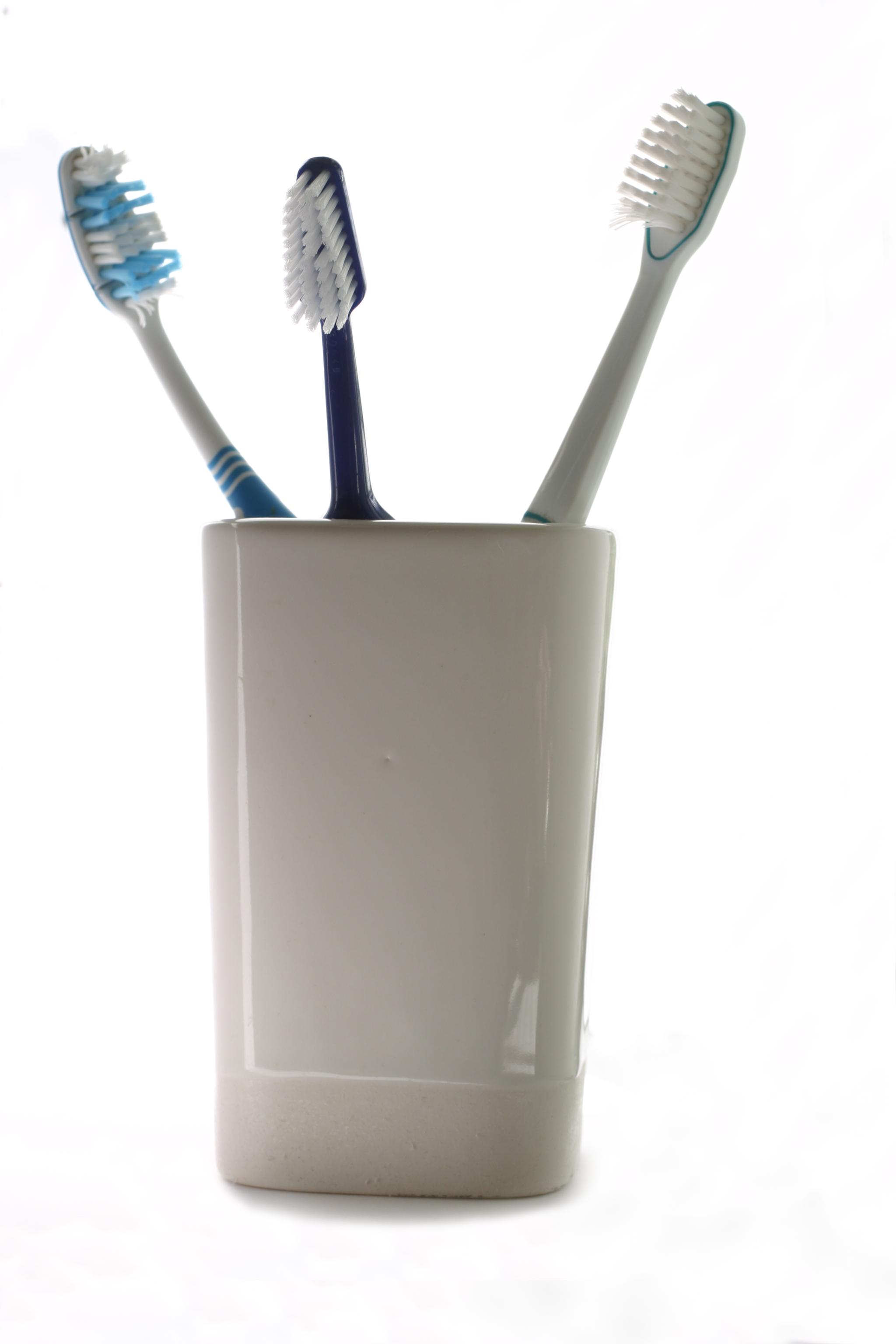
Brosses à dents rangées dans un verre à dents.
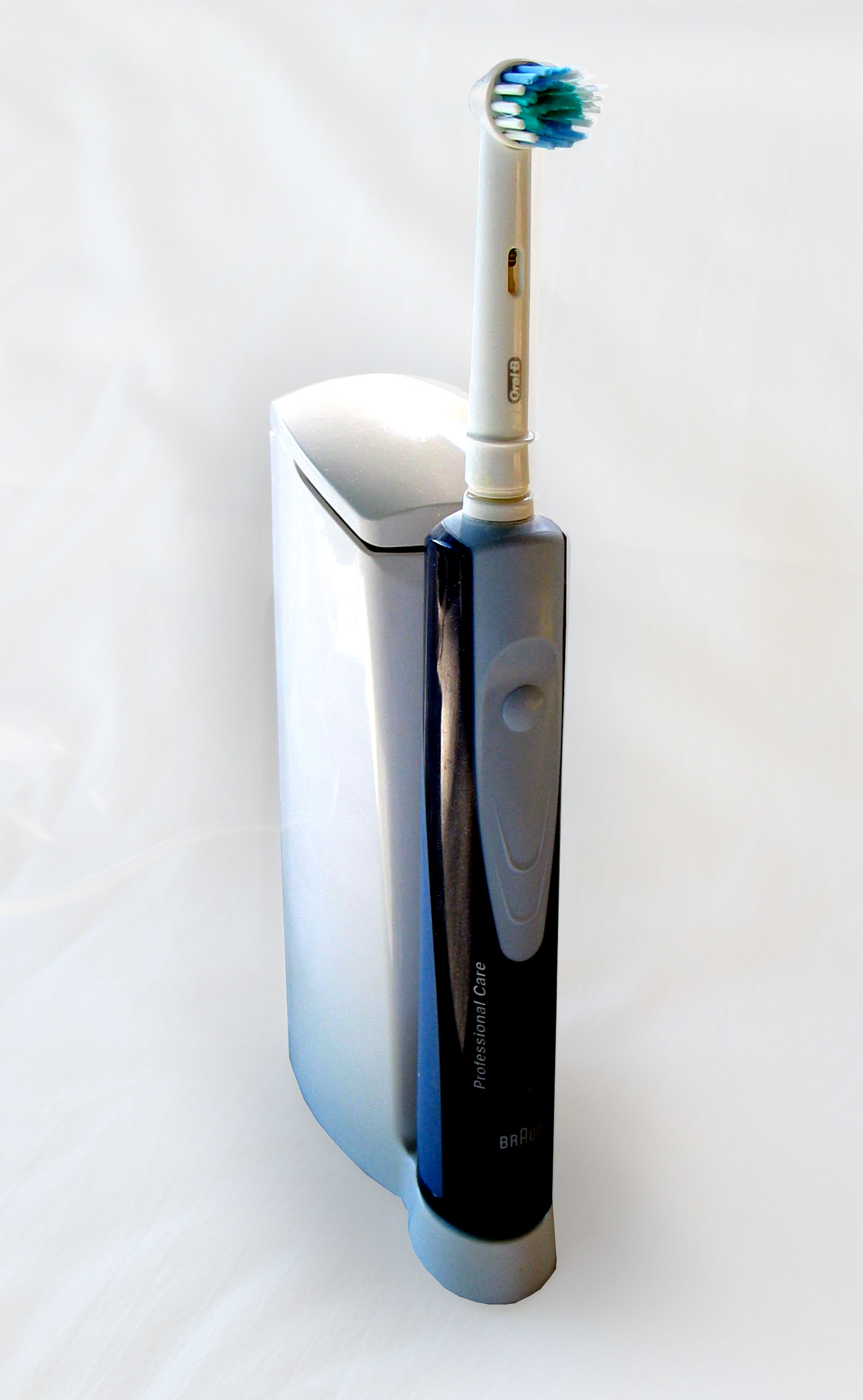
Brosse à dents électrique.
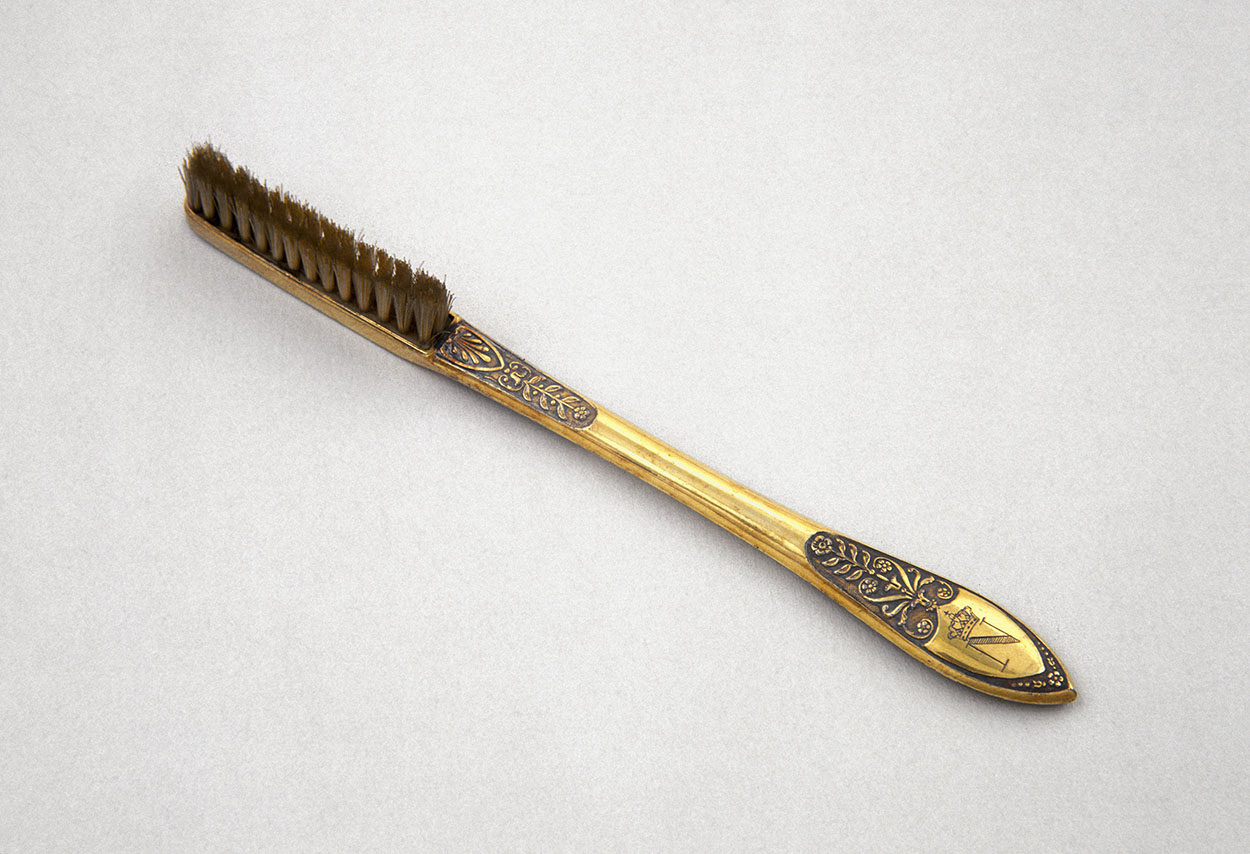
Brosse à dents de Napoléon Bonaparte.

### Sources
- Agnès Walch, « La brosse à dents », Historia,‎ novembre 2011, p. 47 (ISSN 0750-0475)